# Section 25
Section 25 — англійський пост-панковий гурт. Відомий головним чином завдяки синглу «Looking from a Hilltop».

## Дискографія
- 1981: Always Now
- 1982: The Key of Dreams
- 1984: From the Hip
- 1988: Love & Hate
- 2007: Part-Primitiv
- 2009: Nature + Degree